# Jon Carin
Jon Carin (* 21. října 1964 New York, USA) je americký hudebník a producent. V 80. let byl frontmanem skupiny Industry, poté začal jako studiový hráč spolupracovat se skupinou Pink Floyd i jejími členy kytaristou Davidem Gilmourem a baskytaristou Rogerem Watersem.

## Biografie
Carinova profesionální hudební kariéra začala na začátku 80. let 20. století, kdy se stal členem popové skupiny Industry, která kromě několika EP a singlů vydala v roce 1984 své jediné album Stranger to Stranger. V Industry byl Carin hlavním zpěvákem a rovněž hrál na klávesy. Ještě roku 1984 se skupiny rozpadla a Carin byl osloven producentem Industry Rhettem Daviesem kvůli spolupráci na albu Boys and Girls Bryana Ferryho. V roce 1985 se Carin s Ferrym zúčastnil koncertu Live Aid, kde se seznámil s kytaristou a zpěvákem Pink Floyd Davidem Gilmourem, který s Ferrym rovněž vystupoval.
Jon Carin začal spolupracovat s Pink Floyd. Jako klávesista se podílel na jejich albu A Momentary Lapse of Reason (1987), první desce po odchodu baskytaristy Rogera Waterse. Je spoluautorem i písně Learning to Fly z tohoto alba. V letech 1987–1990 hrál s Pink Floyd na všech koncertních turné (živé album Delicate Sound of Thunder z roku 1988). Carin spolupracoval se skupinou i na jejich posledním albu The Division Bell (1994) a následujícím turné (živé album Pulse z roku 1995).
V létě 1996 hrál Carin s The Who na koncertě v Hyde Parku, kde skupiny předvedla živé provedení rockové opery Quadrophenia, což vedlo k turné v letech 1996–1997. Podílel se i na koncertě, který uspořádal Pete Townshend 16. srpna 1998 a který později vyšel jako živé album A Benefit for Maryville Academy.
Na přelomu 20. a 21. století spolupracoval s Rogerem Watersem, hrál na jeho turné v letech 1999–2002 (živé album In the Flesh z roku 2000). Jon Carin je tak jedním z mála hudebníků, kteří hráli jak s tímto baskytaristou, tak i s Pink Floyd po Watersově odchodu ze skupiny.
V říjnu 2001 se podílel na benefičním koncertě The Concert for New York City, který byl v roce 2002 vydán na CD a DVD.
Účastnil se i reunionu Pink Floyd s Rogerem Watersem na koncertě v Hyde Parku v rámci akce Live 8 v roce 2005. V roce 2006 hrál na turné On an Island Tour s Davidem Gilmourem (živé album Live in Gdańsk z roku 2008), později naopak opět s Rogerem Watersem: turné The Dark Side of the Moon Live (2006–2008) a The Wall Live (2010–2013). Podílel se na posledním studiovém albu Pink Floyd The Endless River (2014) a spolupráci s Gilmourem si zopakoval v roce 2015, kdy hrál na jeho sólové desce Rattle That Lock i na souvisejícím turné.

## Vybraná diskografie

### Industry
- State of the Nation (EP)
- Stranger to Stranger

### Pink Floyd
- A Momentary Lapse of Reason
- Delicate Sound of Thunder
- Knebworth '90
- La Carrera Panamericana (soundtrack filmu)
- Shine On
- The Division Bell
- Pulse
- Echoes: The Best of Pink Floyd
- Oh, by the Way
- The Best of Pink Floyd: A Foot in the Door
- The Endless River

### Roger Waters
- In the Flesh Live
- Flickering Flame: The Solo Years Vol. 1
- Live Earth
- 12-12-12: The Concert for Sandy Relief
- Roger Waters The Wall

### David Gilmour
- On an Island
- Remember That Night: Live at Royal Albert Hall (DVD)
- Live in Gdańsk
- Rattle That Lock

### The Who
- The Concert for New York City [Disk 2, skladby 2–4] (2001)
- Amazing Journey: The Story of The Who [Skladba 14] (2008)
- Tommy and Quadrophenia Live

### Pete Townshend
- A Benefit for Maryville Academy
- Lifehouse

### Richard Butler
- Richard Butler

### Trashmonk
- Mona Lisa Overdrive

### Dream Academy
- A Different Kind Of Weather
- Somewhere in the Sun... Best of the Dream Academy

### Martha Wainwright
- Martha Wainwright

### Bryan Ferry
- Boys and Girls
- Live Aid
- More Than This: the Best of Bryan Ferry & Roxy Music

### Soul Asylum
- Candy From A Stranger
- 'Black Gold: The Best of Soul Asylum

### The Psychedelic Furs
- Midnight To Midnight
- Pretty In Pink
- All Of This And Nothing

### Gipsy Kings
- Compas

### David Broza
- Night Dawn, The Unpublished Poetry of Townes Van Zandt

### Taylor Barton
- Spiritual Gangster

### Fields of the Nephilim
- Elizium

### Kashmir
- The Good Life